# White X'mas
White X'mas è un brano musicale della boy band giapponese KAT-TUN, estratto come secondo singolo dall'album Break the Records: By You & For You. È stato pubblicato il 3 dicembre 2008 ed è l'ottavo singolo consecutivo del gruppo ad arrivare alla prima posizione della classifica Oricon dei singoli più venduti in Giappone. Il singolo rappresenta anche il debutto del gruppo in Corea del Sud, dove il singolo pubblicato il 17 dicembre 2008 è stato certificato disco di platino.

## Tracce
Regular edition JACA-5092
1. White X'mas - 4:52
2. White X'mas (Instrumental) - 4:52

## Classifiche
| Classifica (2008)                        | Posizione più alta |
| ---------------------------------------- | ------------------ |
| Giappone (Classifica settimanale Oricon) | 1                  |
| Giappone (Billboard Japan Hot 100)       | 1                  |